# Andrew C. McLaughlin
Andrew Cunningham McLaughlin (né le 14 février 1861 à Beardstown, dans l'Illinois –  mort le 24 septembre 1947) est un historien américain. Spécialiste d'histoire constitutionnelle des États-Unis, il obtient le prix Pulitzer d'histoire en 1936 pour A Constitutional History of the United States.

## Biographie
Andrew C. McLaughlin est né dans l'Illinois le 14 février 1961. Ses parents sont des immigrants écossais nommés David McLaughlin (1830-1891) et Isabella Campbell McLaughlin (1819-1899),.
Andrew C. McLaughlin est diplômé de droit à l'université du Michigan. Il est élu membre de l'American Antiquarian Society en 1908.
En 1890, il épouse Lois Thompson Angell (1863-1941), fille du président de l'université du Michigan James B. Angell (en).
Son frère James Campbell McLaughlin (en) (1858-1932) est représentant du Michigan à la chambre entre 1907 et 1932. Ses autres frères se nomment John Russell McLaughlin (1856-1871) et Andrew Cunningham McLaughlin (1861-1947).
Sa fille Constance McLaughlin Green (1897-1975) est elle aussi lauréate du prix Pulitzer d'histoire, en 1963. Son fils, James Angell MacLachlan (1891-1967), est un universitaire, professeur à la Faculté de droit de Harvard. Il a d'autres enfants, morts assez jeunes, qui sont Rowland Hazard McLaughlin (1894-1918) et David Blair McLaughlin (1895-1914).

## Carrière
À la suite de l'obtention de son diplôme en droit, il enseigne le latin à l'université du Michigan. Il enseigne par la suite l'histoire des États-Unis, jusqu'à son recrutement en 1906 par William Rainey Harper à l'université de Chicago, où il est professeur jusqu'en 1929, puis professeur émérite jusqu’en 1936.
En 1903, il est choisi pour être le premier directeur du Département de recherche historique de la toute nouvelle Carnegie Institution, à Washington, poste qu'il occupe pendant deux années.
En 1914, il est nommé président de la Société américaine d'histoire (American Historical Association), se faisant défenseur de la nécessité d'impliquer le regard des historiens dans les événements internationaux. Il fait une tournée au Royaume-Uni en 1918, soutenant l'effort de guerre du pays dans la Première Guerre mondiale, en donnant des conférences sur les causes de l'entrée en guerre des États-Unis. Son livre America and Britain (1919) est une compilation de ces conférences.

## Travaux
Le premier ouvrage important de Andrew C. McLaughlin s'intitule Confederation and Constitution, 1783-1789 et est publié en 1907. il s'agit d'un volume de la série d'ouvrages American Nation, édité par Albert Bushnell Hart, de Harvard. Il publie d'autres ouvrages sur l'histoire constitutionnelle, notamment The Courts, the Constitution, and Parties: Studiers in Constitutional History and Politics  en 1912 et The Foundations of American Constitutionalism en 1932, basé sur une série de conférences données à l'université de New York.
En 1935, il publie A Constitutional History of the United States. Cet ouvrage lui vaut de remporter le prix Pulitzer d'histoire en 1936. Il s'agit d'un ouvrage de vulgarisation, dont l'objectif est de présenter brièvement l'histoire constitutionnelle des États-Unis sur deux siècles.
Ses archives, qui vont de 1881 à 1947, sont conservées à l'université du Michigan.

## Publications
- McLaughlin, Andrew C., History of Higher Education in Michigan (Government Printing Office, Washington, D.C., 1891)
- McLaughlin, Andrew C., Lewis Cass (Boston: Houghton, Mifflin and Co., 1891, 1899)
- McLaughlin, Andrew C., Elements of Civil Government of the State of Michigan (New York, Boston : Silver, Burdett and Co., 1892)
- McLaughlin, Andrew C., The Western Posts and the British Debts (Yale Review, 1895)
- McLaughlin, Andrew C., James Wilson in the Philadelphia Convention (Boston: Ginn and Co., The Athenaeum Press, 1897)
- McLaughlin, Andrew C., A History of the American Nation (New York: D. Appleton and Co., 1899, and later reprint editions)
- McLaughlin, Andrew C., The Teaching of American History: with Selected References Designed to Accompany A History of the American Nation (New York: D. Appleton and Co., 1899)
- McLaughlin, Andrew C., Sketch of Charles Pinckney's Plan for a Constitution, 1787 (American Historical Review, 1904)
- McLaughlin, Andrew C., Confederation and Constitution, 1783-1789 (New York: Harper, 1905, et plusieurs rééditions) (American Nation Series)
- McLaughlin, Andrew C. et Claude H. Van Tyne, A History of the United States for Schools (New York: D. Appleton and Co., 1911, 1915)
- McLaughlin, Andrew C., The Courts, the Constitution, and Parties: Studies in Constitutional History and Politics (Chicago: University of Chicago Press, 1912)
- McLaughlin, Andrew C. et Albert Bushnell Hart (eds.), Cyclopedia of American Government (3 vols.) (1914)
- McLaughlin, Andrew C., The Great War: From Spectator to Participant (Government Printing Office, Washington, D.C., 1917)
- McLaughlin, Andrew C., Steps in the Development of American Democracy (New York: Abingdon Press, 1920)
- McLaughlin, Andrew C., The Foundations of American Constitutionalism (New York: New York University Press, 1932, et plusieurs rééditions) (Conférences à l'université de New York)
- McLaughlin, Andrew C., A Constitutional History of the United States (New York: D. Appleton Century Com., 1935)  (ISBN 978-1-931313-31-5)